# استفانیا مونتورسی
استفانیا مونتورسی (ایتالیایی: Stefania Montorsi؛ زادهٔ ۱۲ آوریل ۱۹۶۸) بازیگر اهل ایتالیا است.
از فیلم‌ها یا برنامه‌های تلویزیونی که وی در آن نقش داشته‌است، می‌توان به زندگی ما و قطعات نمایشی کوتاه اشاره کرد.